# 卸町站 (宮城縣)
卸町站（日语：／ Oroshimachi eki */?）是位於日本宮城縣仙台市若林區卸町一丁目，屬於仙台市地下鐵東西線的鐵路車站。車站編號是T11。副站名是「仙台卸商中心前」（2020年3月31日為止）。

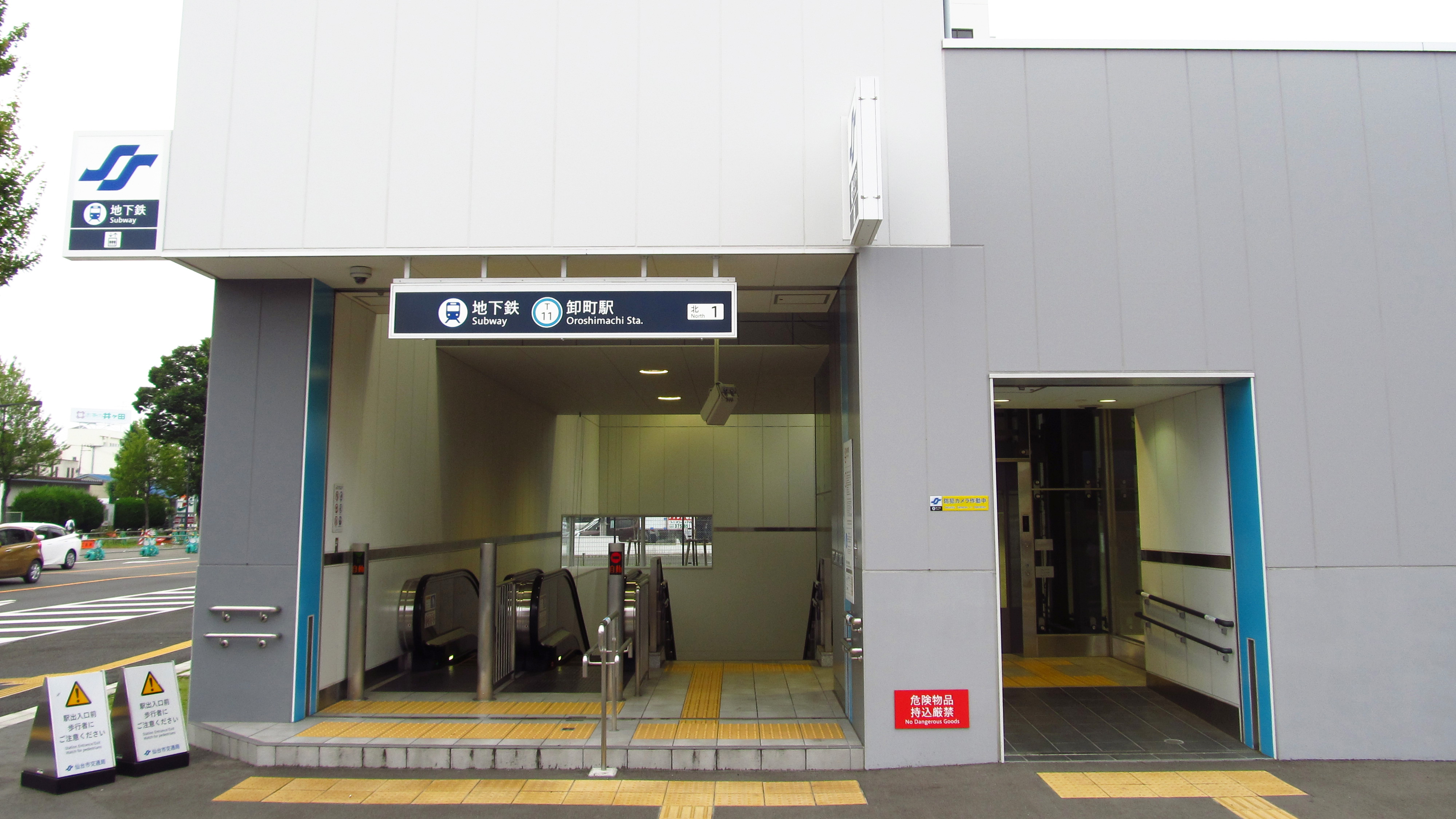
北1出入口(2016年7月)

## 車站結構

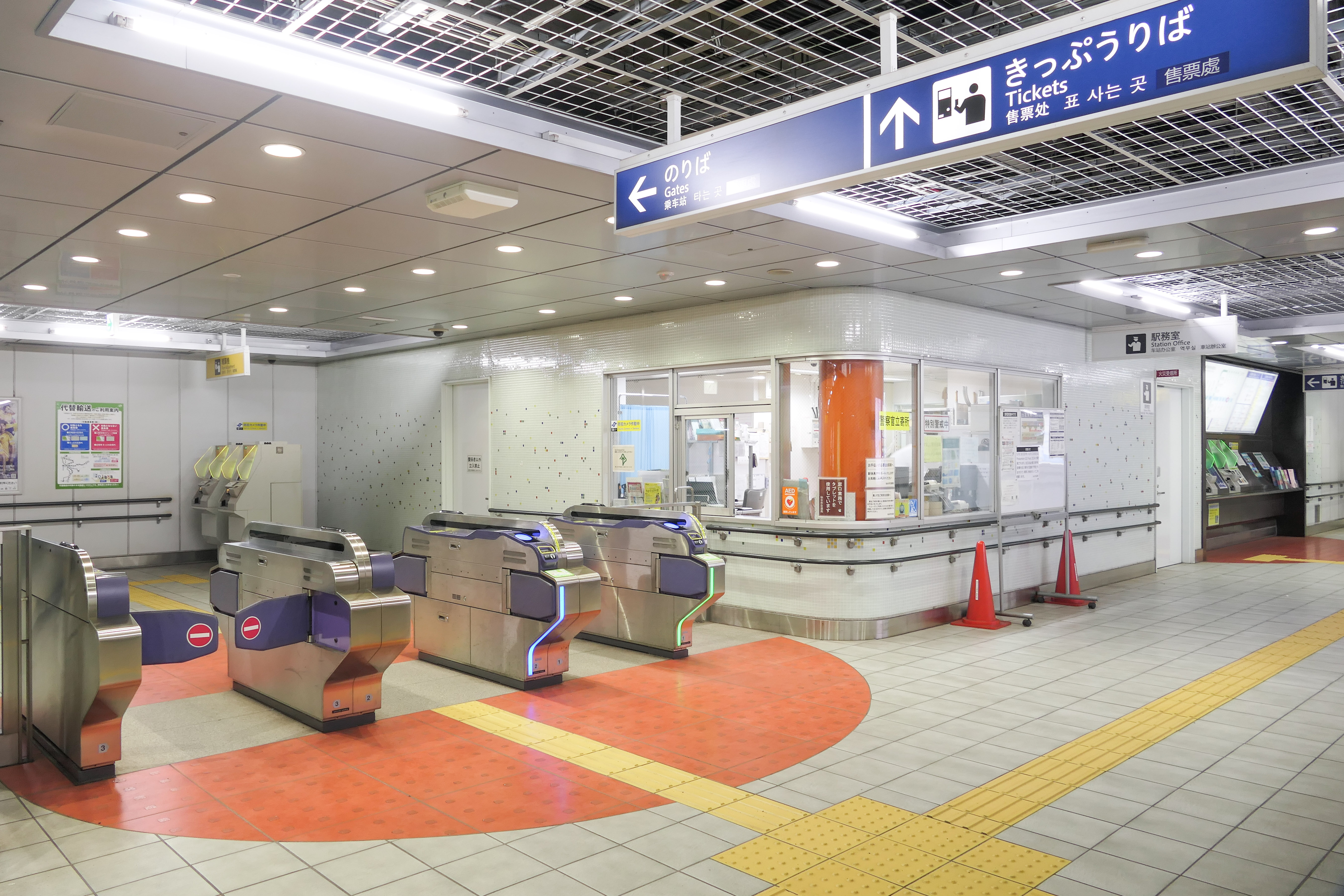
驗票口(2024年6月)

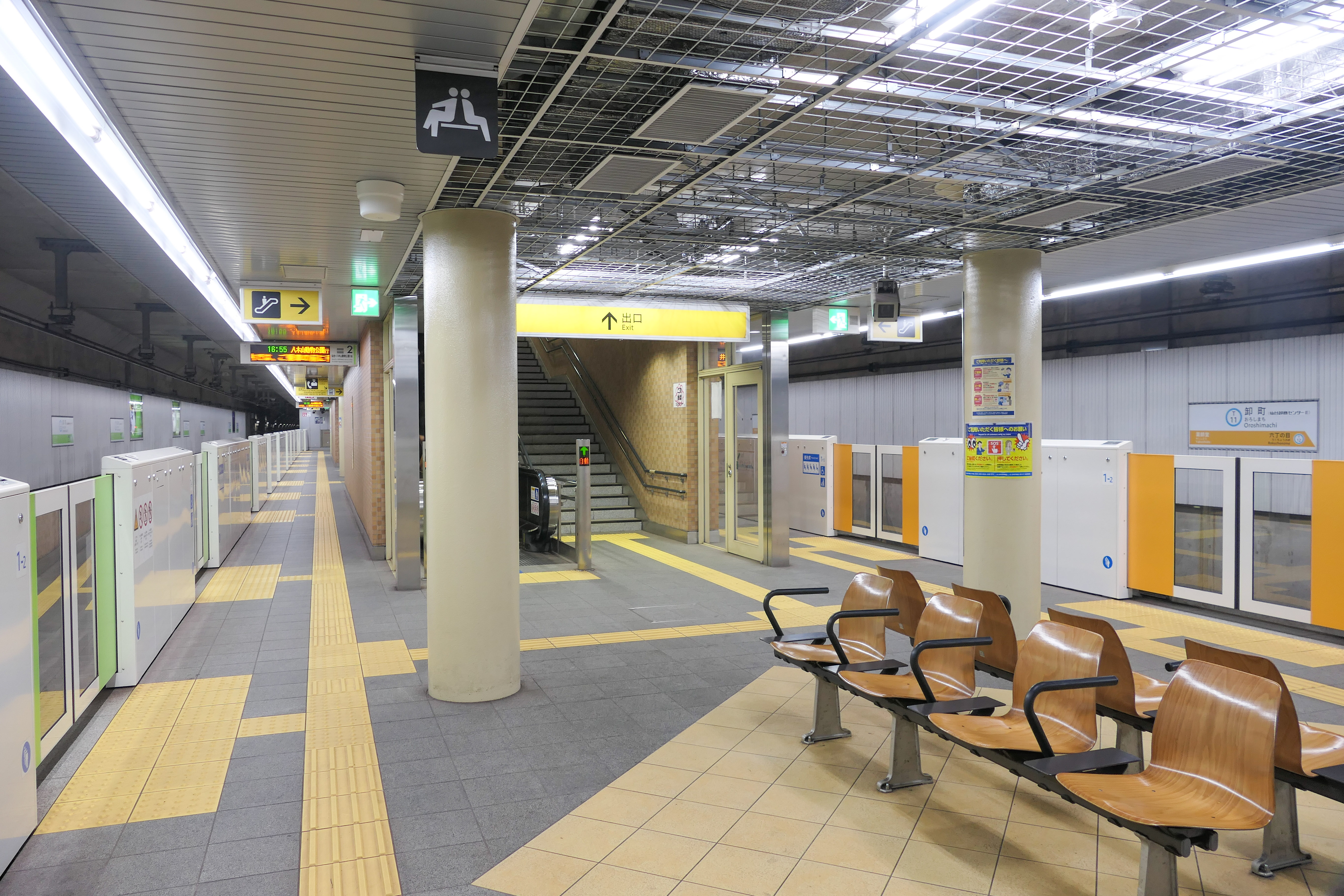
1號與2號月台(2024年6月)

本站位於縣道137號荒濱原町線與都市計劃道路東仙台南小泉線的交差點（大和町4丁目交差點）。車站東側併設變電所。月台位於地下2樓。

### 月台配置
| 月台 | 路線     | 目的地                   |
| ---- | -------- | ------------------------ |
| 1    | ■ 東西線 | 荒井方向                 |
| 2    | ■ 東西線 | 仙台、八木山動物公園方向 |

## 使用情況
| 上車人次推移 | 上車人次推移     |
| 年度         | 一日平均上車人次 |
| ------------ | ---------------- |
| 2015         | 2,824            |
| 2016         | 3,195            |
| 2017         | 3,664            |

- 2017年度（平成29年度）
  - 1日平均上車人數：3,664人[2]

一日平均上車人次（單位：人/日）

## 歷史
- 2007年：着工。
- 2015年12月6日：開業。

## 相鄰車站
仙台市地下鐵
■ 東西線
藥師堂（T10）－卸町（T11）－六丁之目（T12）

## 外部連結
- 仙台市交通局 東西線** 卸町駅 建設概要
  - 卸町駅 デザイン
  - 卸町工区 建設工事の進捗状況
  - （页面存档备份，存于）